# Secusio javanica
Secusio javanica är en fjärilsart som beskrevs av Walter Karl Johann Roepke 1940. Secusio javanica ingår i släktet Secusio och familjen björnspinnare. Inga underarter finns listade.